# رجال ضد العنف والإساءة
رجال ضد العنف والإساءة (MAVA) هي منظمة اجتماعية تطوعية. تعتبر المنظمة أول منظمة خاصة بالرجال في الهند والتي تتدخل بشكل مباشر ضد العنف ضد المرأة في الهند. ويقع مكتبها الرئيسي في مومباي.
تمكنت رجال ضد العنف والإساءةمن الوصول إلى أكثر من 3000 رجل وامرأة يواجهون العديد من المشاكل المرتبطة بالنوع الاجتماعي.ولديها فريق من المحترفين المخضرمين في مجال الطب النفسي، القانون، علم الجنس، والعمل الاجتماعي الذين يتطوعون بخدماتهم كلما دعت الحاجة.
مسجلة في مارس 1993 كـ «مجتمع» بموجب قانون تسجيل الجمعيات، يتم تشغيل رجال ضد العنف والإساءةمن قبل لجنة إدارة من 5 أشخاص معنيين ومهمين من خلفيات مهنية مختلفة.